# Keith Knudsen
Pour les articles homonymes, voir Knudsen.
Keith Knudsen (18 février 1948 - 8 février 2005) était un batteur, un chanteur et un compositeur de rock aux États-Unis.

## Biographie
Knudsen est né à Le Mars en Iowa, et a commencé la batterie au lycée.
Il débute avec le groupe Blind Joe Mendlebaum Blues Band, puis est devenu  batteur pour le chanteur et organiste Lee Michaels.
En 1974, il rejoint les The Doobie Brothers, remplaçant Michael Hossack. Il a fait ses débuts en participant à l’enregistrement de l’album What Were Once Vices Are Now Habits, exécutant des accompagnements vocaux et musicaux.
Il devient le batteur du groupe en 1975 sur l’album-studio Stampede. Keith Knudsen a été batteur du groupe avec John Hartman, puis avec Chet McCracken jusqu’à la dissolution de The Doobie Brothers en 1982. 
Après 1982, Keith Knudsen et John McFee ont formé le groupe de country rock Southern Pacific avec Stu Cook ancien bassiste de Creedence Clearwater Revival. Ce groupe a été dissous au début des années 1990. 
John McFee et Keith Knudsen ont écrit la chanson Time Is Here And Gone en 1989 pour l'album Cycles marquant la reconstitution du Doobie Brothers. John McFee et Keith Knudsen ont rejoint The Doobie Brothers en 1993. 
Il a composé pour l’album Sibling Rivalry (2000), troisième album depuis la reconstitution du groupe. Cet album comporte deux chansons interprétées par Keith Knudsen. 
Keith Knudsen est mort de pneumopathie chronique en 2005.

## Discographie

### avec the Doobie Brothers
- What Were Once Vices Are Now Habits (1974)
- Stampede (1975)
- Takin' It to the Streets (1976)
- Livin' on the Fault Line (1977)
- Minute by Minute (1978)
- One Step Closer (1980)
- Farewell Tour [en concert] (1983)
- Rockin' Down the Highway: The Wildlife Concert [en concert] (1996)
- Best of the Doobie Brothers Live [en concert] (1999)
- Sibling Rivalry (2000)
- Divided Highway (2003)
- Live at Wolf Trap [en concert] (2004)

### avec Southern Pacific
- Southern Pacific (1985)
- Killbilly Hill (1986)
- Zuma (1988)
- County Line (1989)